# Michael A. Andrews
Michael Allen Andrews (Houston, 7 febbraio 1944) è un politico statunitense, membro della Camera dei rappresentanti per lo stato del Texas dal 1983 al 1995.

## Biografia
Nato a Houston, Andrews si laureò in legge alla Southern Methodist University e in seguito svolse la professione di avvocato.
Entrato in politica con il Partito Democratico, nel 1982 venne eletto alla Camera dei rappresentanti e venne rieletto cinque volte, finché nel 1994 decise di lasciare il seggio per candidarsi al Senato. La campagna elettorale di Andrews tuttavia fu infruttuosa, dal momento che perse la nomination democratica contro Richard Fisher, il quale a sua volta venne sconfitto nelle elezioni generali dalla senatrice repubblicana Kay Bailey Hutchison.